# 왕우 (장손)
왕우(王宇, ? ~ 3년)는 전한 말기의 인물로, 자는 장손(長孫)이며 위군 원성현(元城縣) 사람이다. 권신 왕망의 아들이다.

## 행적
왕망은 중산왕 유기자를 황제로 옹립할 때(평제), 평제의 생모 위씨(衛氏)와 그 일족을 장안에 들이지 않고 중산효왕의 왕후로서 중산나라에 머무르게 하였다. 왕우는 평제가 장성하면 이것이 화근이 되리라고 여겨, 위씨를 장안에 불러들이려 하였다.
원시 3년(3년), 왕우는 스승 오장·아내의 오라비 여관과 함께 모의하여, 이상현상을 날조하여 왕망을 놀라게 하고, 오장이 이를 위씨를 장안으로 불러들여야 한다는 의미로 해석하기로 계획을 짰다. 먼저 여관이 밤중에 왕망의 집에 피를 끼얹으려 하였으나, 문지기에게 들키는 바람에 모의가 들통나고 말았다. 하옥된 왕우는 음독자살하였고, 오장·여관 또한 주살되으며, 임신 중이었던 왕우의 아내는 아이를 낳을 때까지 기다린 후 주살되었다. 자신의 아들이 모반하였다는 사실에 분개한 왕망은 글 8편을 지어 자식들을 꾸짖었고, 대사마호군 포(褒)의 상주로 이 글은 각지의 학교에 교재로 보급되었다.

## 출전
- 반고, 《한서》 권67 양호주매운전·권99상 왕망전 上